# Glossocardia
Glossocardia là một chi thực vật có hoa trong họ Cúc (Asteraceae).

## Loài
Chi Glossocardia gồm các loài:
- Glossocardia alorensis Veldkamp & Kreffer - Lesser Sunda Islands
- Glossocardia bidens (Retz.) Veldkamp - Asia; Australia
- Glossocardia bosvallia (L.f.) DC. - India
- Glossocardia calva (Sch.Bip. ex Miq.) Veldkamp	- insular Southeast Asia
- Glossocardia condorensis (Gagnep.) Veldkamp - Vietnam
- Glossocardia integrifolia (Gagnep.) Veldkamp - Laos
- Glossocardia josephinae Veldkamp & Kreffer - Lesser Sunda Islands
- Glossocardia leschenaultii (Cass.) Veldkamp - Java
- Glossocardia orthochaeta (F.Muell.) Veldkamp - Queensland
- Glossocardia refracta Veldkamp - Queensland
- Glossocardia smithii (Backer) Veldkamp	- Java
- Glossocardia tridentata (Turcz.) Veldkamp - Philippines